# Precisionsgjutning
Precisonsgjutning är en metod att gjuta mindre komponenter vanligtvis i stål med god ytfinhet och komplexa geometrier. Det anses vara världens äldsta gjutmetod. Vid traditionell precisonsgjutning tillverkas först en vaxmodell med samma geometri som det färdiga gjutgodset, antingen manuellt eller med hjälp av ett pressverktyg. Numera används även plastmodeller skapade med 3D-skrivare.
Därefter doppas modellen i en keramisk massa och bränns som keramik. Eventuellt kvarvarande vax smälts därefter ur och man får ett hålrum i vilket gjutningen kan ske. Med precisionsgjutning kan man skapa mer komplexa geometrier än med andra gjutmetoder, till exempel behövs inga släppvinklar. Det går också bra att använda keramiska kärnor i processen. Metoden används flitigt i fordonsindustrin och för produkter till processindustrin (pumpar, ventiler osv).  
I Sverige finns det 2010 två precisionsgjuterier, TPC AB i Hallstahammar samt Hackås Precisionsgjuteri (aluminium) i Hackås. I Finland finns Sacotec i Riihimäki. I övriga Europa finns ett flertal precisionsgjuterier och i Asien finns ett stort antal gjuterier i bland annat Kina och Indien.